# Songs from the Superunknown
Songs From the Superunknown es el último EP de Soundgarden editado en noviembre de 1995 en el sello A&M. La lista de canciones de este EP aparecería después en Alive in the Superunknown. Contiene versiones poco comunes de algunos temas que aparecen en su disco anterior Superunknown, además de "Jerry García's Finger", no incluida en ninguno de sus discos. Es considerada una pieza de coleccionista por su rareza. 

## Lista de canciones
1. "Superunknown" – 5:06
2. "Fell on Black Days" – 5:26
3. "She Likes Surprises" – 3:17
4. "Like Suicide" (versión acústica) – 6:11
5. "Jerry García's Finger" – 4:00